# Upałty (stacja kolejowa)
Upałty – zlikwidowana stacja kolejowa w Upałtach na linii kolejowej Giżycko – Orzysz, w powiecie giżyckim, w województwie warmińsko-mazurskim, w Polsce.